# آدرین بربیا
آدرین بربیا (اسپانیایی: Adrián Berbia‎؛ زادهٔ ۱۲ اکتبر ۱۹۷۷) بازیکن فوتبال اهل اروگوئه است.

## باشگاهی
از باشگاه‌هایی که در آن بازی کرده‌است می‌توان به باشگاه فوتبال پنیارول، باشگاه فوتبال آمریکا، و باشگاه فوتبال لیورپول (مونته‌ویدئو) اشاره کرد.

## تیم ملی
وی همچنین در تیم ملی فوتبال اروگوئه بازی کرده است.